# Fallen (álbum de Stryper)
Fallen  é um álbum de estúdio da banda de metal Stryper, lançado em 16 de outubro de 2015. O projeto vem sendo definido pelo vocalista Michael Sweet como o disco, em aspecto lírico, mais pesado da discografia da banda, também contendo a regravação de "After Forever", do Black Sabbath.

## Contexto
Fallen é um álbum que apresenta os sons e o estilo característicos da banda em sua maioria de músicas originais e uma música cover, ao contrário de vários de seus álbuns anteriores que cobriram suas próprias músicas (Second Coming, de 2013) e covers de trabalhos de outros (The Covering, de 2011). Entretanto, o som do álbum é mais pesado, mas ainda mantém o padrão melódico da banda. Cinco singles do álbum foram lançados por mês, "Yahweh", "Fallen", "Big Screen Lies", "Let There Be Light", e o segundo cover do Black Sabbath do Stryper, "After Forever".

## Recepção da crítica
| Críticas profissionais | Críticas profissionais |
| Avaliações da crítica  | Avaliações da crítica  |
| Fonte                  | Avaliação              |
| ---------------------- | ---------------------- |
| CCM Magazine           | [ 3 ]                  |
| HM Magazine            | [ 4 ]                  |
| Jesus Freak Hideout    | [ 5 ]                  |
| The Phantom Tollbooth  | 4/5                    |

Com cotação de quatro estrelas, Charlie Steffens escreveu pela revista HM: "outro álbum maravilhoso de alguns dos melhores compositores do rock and roll." Andy Argyrakis, concedendo ao álbum quatro estrelas pela revista CCM, disse: "Indiscutivelmente a banda de rock cristão mais revolucionária da história, o Stryper continua a se destacar com um fluxo constante de novas músicas que se encaixam perfeitamente em um catálogo de dez milhões de álbuns vendidos". Classificando o álbum como quatro de cinco pelo The Phantom Tollbooth, Bert Saraco disse: "O Stryper segue em frente com Fallen - exatamente o que você quer ouvir da icônica banda de pop-metal com algumas surpresas à parte". Derek Walker, em uma resenha de quatro de cinco para o The Phantom Tollbooth, respondeu: "Pode não atingir as alturas do lançamento anterior, mas Fallen mostra uma grande ambição para uma banda que está tão longe em sua carreira." Em uma resenha de quatro estrelas no Jesus Freak Hideout, Bert Gangl descreveu: "a presença das últimas músicas acaba tornando Fallen marginalmente menos impressionante do que No More Hell to Pay."

## Faixas
1. "Yahweh"
2. "Fallen"
3. "Pride"
4. "Big Screen Lies"
5. "Heaven"
6. "Love You Like I Do"
7. "All Over Again"
8. "After Forever" (cover Black Sabbath)
9. "Till I Get What I Need"
10. "Let There Be Light"
11. "The Calling"
12. "King of Kings"
13. "All Over Again - Acoustic Version" (Versão acústica bônus para álbuns lançados em países como Coreia do Sul)